# Primera Divisió (2020/2021)
Primera Divisió (2020/2021) (zwana jako Lliga Multisegur Assegurances ze względów sponsorskich) – 26. edycja najwyższej klasy rozgrywkowej piłki nożnej w Andorze.
Sezon rozpoczął się 29 listopada 2020 roku, a zakończył 23 maja 2021 roku.
Rozpoczęcie sezonu pierwotnie zaplanowano na 25 października 2020 roku.
Ze względu na nowe ograniczenia związane z COVID-19 w Andorze rozpoczęcie sezonu zostało opóźnione.
Tytuł mistrzowski obroniła drużyna Inter Club d’Escaldes.

## Drużyny
| Uczestnicy poprzedniej edycji                                                                                 | Uczestnicy poprzedniej edycji | Uczestnicy poprzedniej edycji | Uczestnicy poprzedniej edycji |
| --- | ----------------------------- | ----------------------------- | ----------------------------- |
| INT | Inter Club d’Escaldes         | 1                             |                               |
| SFC | FC Santa Coloma               | 2                             |                               |
| ENG | UE Engordany                  | 3                             |                               |
| SJU | UE Sant Julià                 | 4                             |                               |
| SUE | UE Santa Coloma               | 5                             |                               |
| ATL | Atlètic D'Escaldes            | 6                             |                               |
| Zwycięzca baraży o Primera Divisió                                                                            |                               |                               |                               |
| CAR | CE Carroi                     | 7                             |                               |
| Awans z Segona Divisió                                                                                        |                               |                               |                               |
| PEN | Penya Encarnada               | 1                             |                               |
| Oznaczenia: - kolumna pierwsza – skróty nazw drużyn, - kolumna trzecia – miejsce zajęte w poprzednim sezonie. |                               |                               |                               |

## Format rozgrywek
Osiem uczestniczących drużyn gra mecze każdy z każdym w pierwszej fazie rozgrywek.
W ten sposób odbywa się pierwszych 14 meczów. Następnie liga zostaje podzielona na dwie grupy po cztery zespoły.
W obu grupach drużyny rozgrywają kolejne mecze – dwukrotnie (mecz i rewanż) z każdą z drużyn znajdujących się w jej połówce tabeli.
W ten sposób każda z drużyn rozgrywa kolejnych sześć meczów, a punkty i bramki zdobyte w pierwszej fazie są brane pod uwagę w fazie drugiej.
Górna połówka tabeli walczy o mistrzostwo Andory oraz kwalifikacje do rozgrywek europejskich, natomiast dolna połówka broni się przed spadkiem.
Do niższej ligi spada bezpośrednio ostatnia drużyna, a przedostatnia musi rozgrywać baraż z drugą drużyną z niższej ligi.

## Faza zasadnicza
| Lp. | Drużyna                 | M  | Z | R | P  | B+ | B- | +/– | Pkt | Kwalifikacja      |  | INT | SFC | SJU | ACE | ENG | SUE | PEN | CAR |
| --- | ----------------------- | -- | - | - | -- | -- | -- | --- | --- | ----------------- |  | --- | --- | --- | --- | --- | --- | --- | --- |
| 1   | Inter Club d’Escaldes   | 14 | 7 | 5 | 2  | 22 | 7  | +15 | 26  | Grupa mistrzowska |  |     | 1–1 | 3–1 | 0–0 | 0–0 | 0–0 | 6–0 | 2–0 |
| 2   | FC Santa Coloma         | 14 | 6 | 6 | 2  | 22 | 13 | +9  | 24  | Grupa mistrzowska |  | 1–1 |     | 2–2 | 0–2 | 2–2 | 1–0 | 3–0 | 1–2 |
| 3   | Sant Julià              | 14 | 7 | 3 | 4  | 27 | 20 | +7  | 24  | Grupa mistrzowska |  | 0–2 | 1–1 |     | 2–1 | 1–2 | 3–1 | 6–2 | 2–1 |
| 4   | Atlètic Club d'Escaldes | 14 | 6 | 5 | 3  | 25 | 12 | +13 | 23  | Grupa mistrzowska |  | 2–1 | 0–2 | 1–1 |     | 3–3 | 0–0 | 3–0 | 2–1 |
| 5   | Engordany               | 14 | 5 | 7 | 2  | 25 | 16 | +9  | 22  | Grupa spadkowa    |  | 0–2 | 2–2 | 3–0 | 1–1 |     | 2–0 | 5–0 | 1–1 |
| 6   | UE Santa Coloma         | 14 | 6 | 2 | 6  | 19 | 15 | +4  | 20  | Grupa spadkowa    |  | 0–3 | 0–1 | 1–2 | 1–0 | 3–1 |     | 7–0 | 1–0 |
| 7   | Penya Encarnada         | 14 | 2 | 1 | 11 | 10 | 47 | −37 | 7   | Grupa spadkowa    |  | 0–1 | 0–2 | 0–3 | 0–8 | 1–1 | 1–2 |     | 3–0 |
| 8   | Carroi                  | 14 | 2 | 1 | 11 | 8  | 28 | −20 | 7   | Grupa spadkowa    |  | 2–0 | 0–3 | 0–3 | 0–2 | 0–2 | 1–3 | 0–3 |     |

1. ↑  Carroi została ukarana walkowerem (wynik na boisku 1-0).

## Faza finałowa
| Grupa mistrzowska |                           |    |    |   |    |    |    |     |    |                                                |  |     |     |     |     |     |     |     |     |
| 1                 | Inter Club d’Escaldes (M) | 20 | 11 | 6 | 3  | 34 | 11 | +23 | 39 | Liga Mistrzów UEFA • Runda wstępna             |  |     | 1–0 | 1–1 | 4–0 |     |     |     |     |
| 2                 | Sant Julià (P)            | 20 | 10 | 4 | 6  | 33 | 24 | +9  | 34 | Liga Konferencji UEFA • I runda kwalifikacyjna |  | 1–0 |     | 2–0 | 2–2 |     |     |     |     |
| 3                 | FC Santa Coloma           | 20 | 8  | 8 | 4  | 28 | 19 | +9  | 32 | Liga Konferencji UEFA • I runda kwalifikacyjna |  | 1–2 | 1–0 |     | 0–0 |     |     |     |     |
| 4                 | Atlètic Club d'Escaldes   | 20 | 6  | 7 | 7  | 29 | 26 | +3  | 25 |                                                |  | 1–4 | 0–1 | 1–3 |     |     |     |     |     |
| Grupa spadkowa    |                           |    |    |   |    |    |    |     |    |                                                |  |     |     |     |     |     |     |     |     |
| 5                 | Engordany                 | 20 | 8  | 9 | 3  | 43 | 30 | +13 | 33 |                                                |  |     |     |     |     |     | 2–5 | 1–1 | 4–3 |
| 6                 | UE Santa Coloma           | 20 | 9  | 3 | 8  | 44 | 27 | +17 | 30 |                                                |  |     |     |     | 4–6 |     | 1–1 | 9–0 |     |
| 7                 | Carroi (B, O)             | 20 | 5  | 4 | 11 | 20 | 34 | −14 | 19 | Baraże o Primera Divisió                       |  |     |     |     |     | 1–1 | 3–2 |     | 3–0 |
| 8                 | Penya Encarnada (S)       | 20 | 2  | 1 | 17 | 14 | 74 | −60 | 7  | Spadek do Segona Divisió                       |  |     |     |     |     | 0–4 | 0–4 | 1–3 |     |

## Baraże o Primera Divisió
Carroi wygrała 5-1 dwumecz z La Massana wicemistrzem Segona Divisió (2020/2021) o miejsce w Primera Divisió (2021/2022).
| 29 maja 2021 | La Massana | 0:2   | Carroi                                                |                                                                                               |
| 20:30        |            | (0:1) | 23' Victor Hugo Perez Reyes · 90+6' Youssef Ezzejjari | Centre d'Entrenament de la FAF 2, Andorra La Vella Sędzia: Luis Miguel Do Nascimento Teixeira |

| 2 czerwca 2021 | Carroi                                                         | 3:1   | La Massana                 |                                                                        |
| 20:30          | Youssef Ezzejjari 4', 48' · Rodrigo Facundo Nicolas Varela 51' | (1:0) | 50' Derrick Pachou Dibotti | Stadion Camp de Futbol La Massana (La Massana) Sędzia: Joan Guiu Serra |

## Najlepsi strzelcy
| Bramki | Strzelcy                    | Drużyna               |
| ------ | --------------------------- | --------------------- |
| 16     | Guillaume Lopez             | Engordany             |
| 15     | Youssef Ezzejjari Lhasnaoui | Carroi                |
| 15     | Joel Paredes Leonés         | UE Santa Coloma       |
| 13     | Genís Soldevila Solduga     | Inter Club d’Escaldes |
| 12     | Víctor Bernat               | UE Santa Coloma       |
| 10     | Bubacar Njie Kambi          | Sant Julià            |
| 8      | Aarón Sánchez               | Engordany             |
| 7      | Gerard Artigas Fonullet     | Inter Club d’Escaldes |
| 6      | David Virgili Fernández     | Sant Julià            |

Źródło: faf.ad, ceroacero.es